# Herman Salzwedel

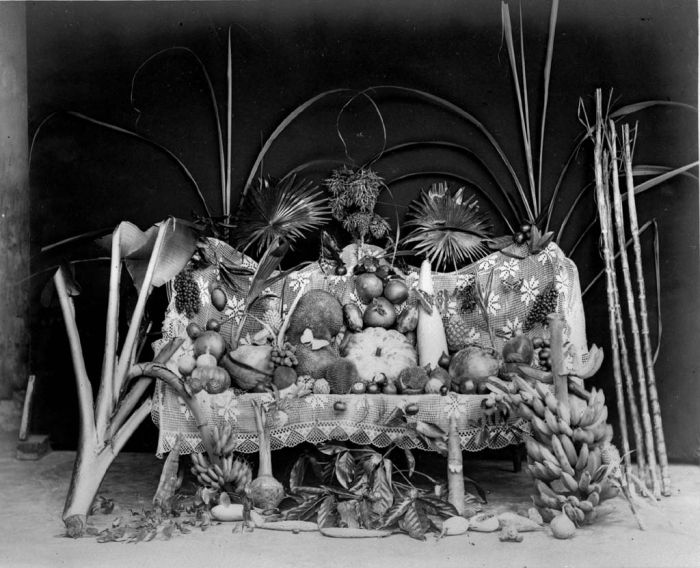
Fotografie tropického zátiší

Carl Julius Herman Salzwedel (asi 1850 – asi 1905) byl nizozemský fotograf působící na konci 19. století na Jávě v Nizozemské východní Indii. Fotografoval lidi a architektonická témata. V 70. letech 19. století spolupracoval s Isidorem van Kinsbergenem v portrétním studiu v Surabaji. Salzwedel pak v roce 1879 ve městě založil vlastní úspěšný ateliér. Spolu s firmami Charls & Van Es & Co (1884–1912) a O. Kurkdjian & Co (1888–1936) to bylo jedno z nejznámějších fotografických studií ve městě.

## Kariéra
V květnu 1877 dorazil Salzwedel přes Singapur do Batavie, Nizozemské východní Indie. Založil firmu Salzwedel a od března 1878 rok pracoval se zkušenějším Van Kinsbergenem ve fotografickém ateliéru Kinsbergen & Salzwedel v Batávii.
Dne 8. května 1879 si Salzwedel otevřel vlastní studio v centrální bubutanské čtvrti Surabaji. Následující rok se přestěhoval na ulici Pasar Besar. V polovině 80. let 19. století Salzwedel prodal studio a své negativy Wilhelmu H. C. Schmedesovi. Podnik stále fungoval pod jeho jménem, když opustil Nizozemskou východní Indii. Schmedes byl zaměstnán v Batavian studiu Woodbury & Page jako cestující fotograf. Schmedes otevřel další pobočky studia Salzwedel na Sulawesi (1885; vedl E. Schlüter), v Medanu na Sumatře v roce 1886 a v Makasaru na Sulawesi (1887; vedl Adolph Helm). Helm se ujal vedení studia v Surabaji, když byl Schmedes na cestě do Evropy od roku 1888 do konce roku 1889.
Salzwedel se vrátil na Jávu v roce 1893 a pracoval jako cestující fotograf. V říjnu 1899 se oženil s Mariannou Tinawy v Blitaru ve východní Jávě. Mezitím 31. května 1894 Schmedes prodal ateliér v Salzwedelu nizozemskému fotografovi Henrichu Wilhelmu Adrianu Versnelovi (1869, Surabaja – 1906), který byl asistentem fotografa. Sbírku fotografií daroval odcházejícímu obyvateli Pasuruan André Salmonovi. V roce 1900 studio rozšířil a zmodernizoval, zapsal jej jako společnost s ručením omezeným, než v roce 1901 zkrachoval. Versnel založil nové studio v Surabaji v červnu 1903, tentokrát jej nazval Zalswedel, protože Herman Salzwedel sám otevřel nové vlastní studio v Toendjoenganu. Salzwedel se objevuje v adresáři Nizozemské Indie z roku 1904 jako fotograf žijící v Blitaru.
Po Versnelově smrti v dubnu 1906 získali podnik Carl F. G. J. Ahrenhold (asi 1877, Hannover – 1933, Surabaja) a W. C. Bekuik (Bekink?). V září 1909 otevřeli nové studio Zalswedel v Toendjoengan. To bylo uzavřeno v roce 1913. Ahrenhold založil další studio s názvem „Pasar Besar Photo American Automatic“ pro levné portréty.

## Galerie

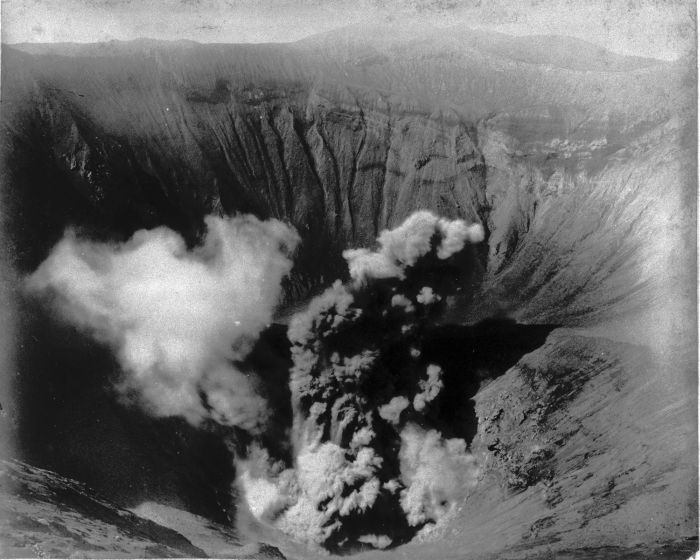
Sopečný kráter Mount Bromo
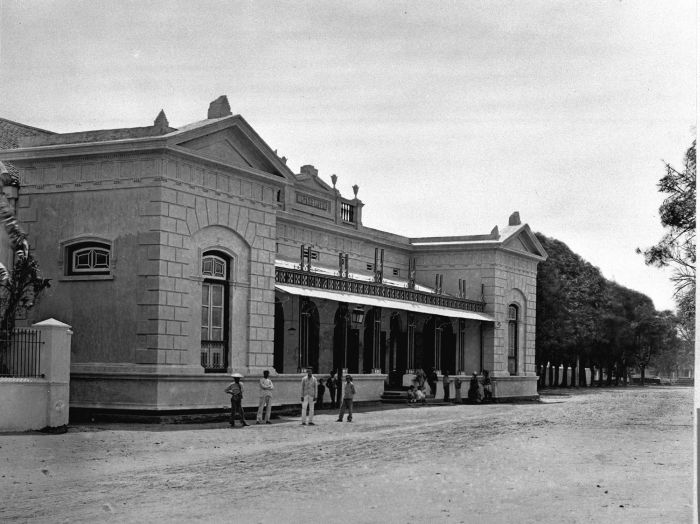
Vojenská jídelna v Surabaji
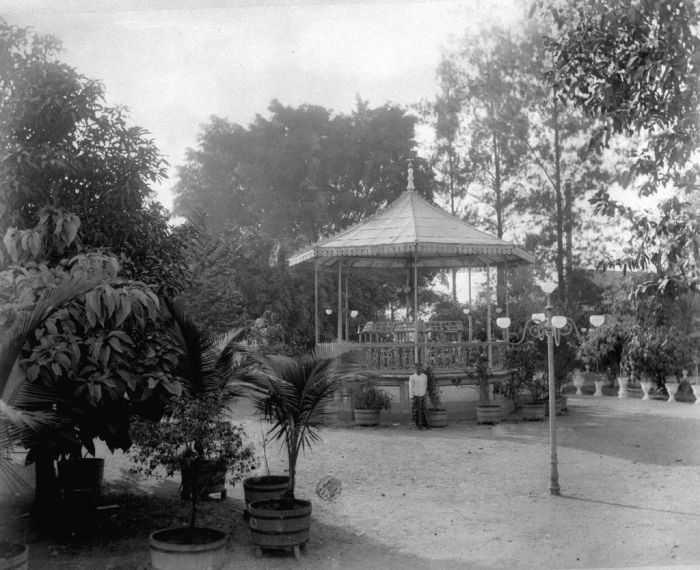
Hudební pavilón, Stadstuin, Surabaja
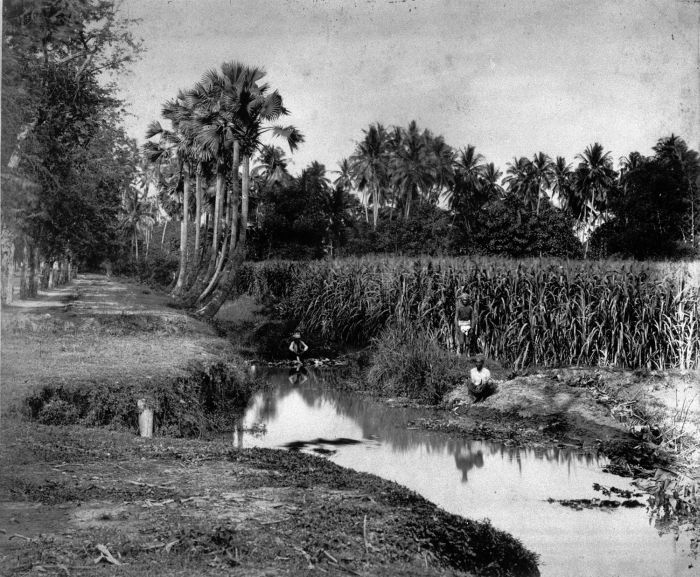
Jávští muži v poli cukrové třtiny
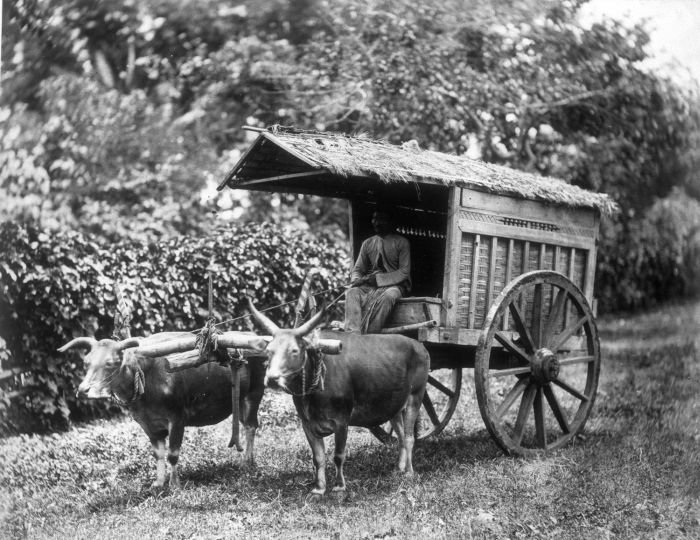
Vůz tažený dvěma voly, Jáva, asi 1870
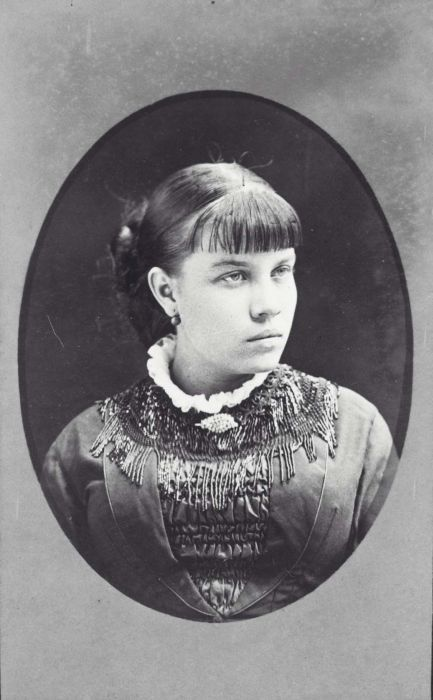
Studiový portrét
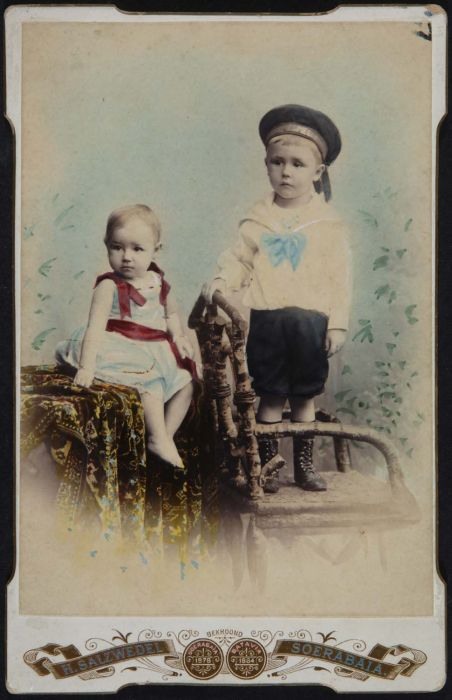
Studiový portrét
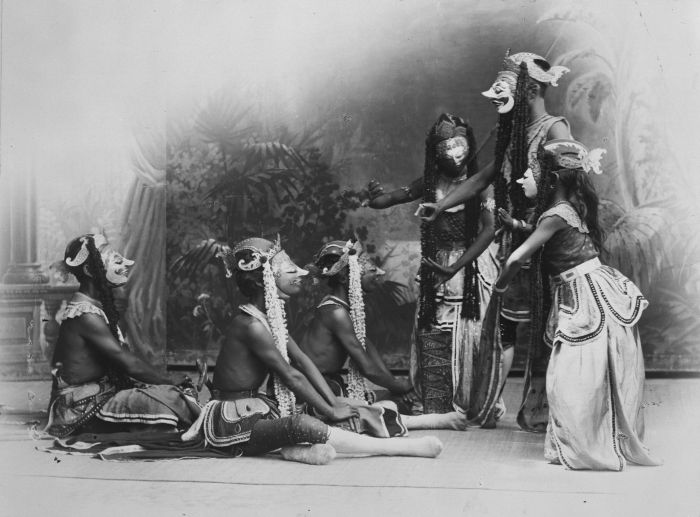
Studiový portrét
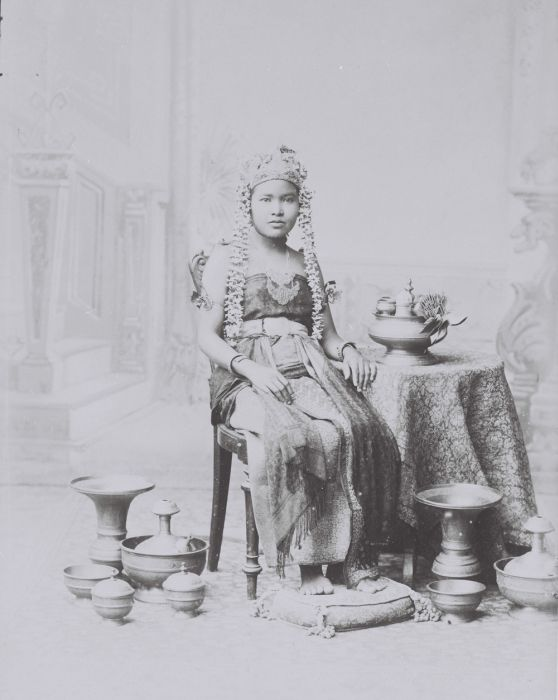
Studiový portrét
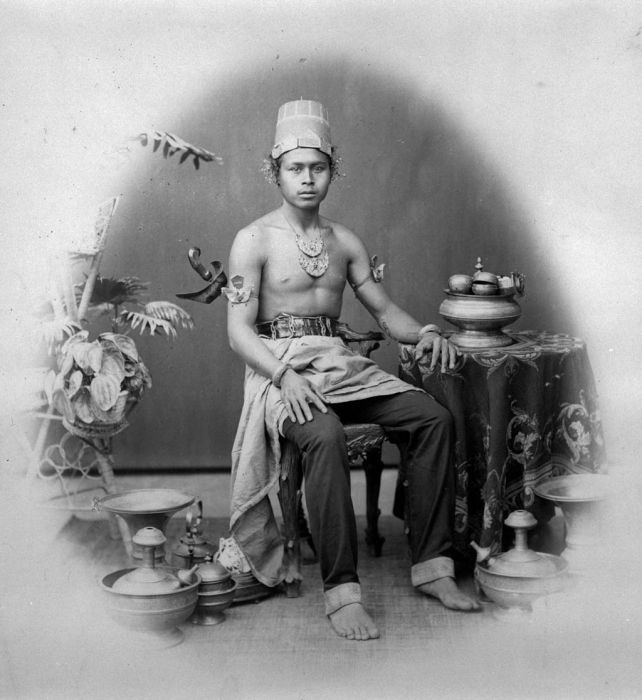
Studiový portrét
Kinsbergen & Salzwedel, umělecký fotograf, Batavia, 1870–1880
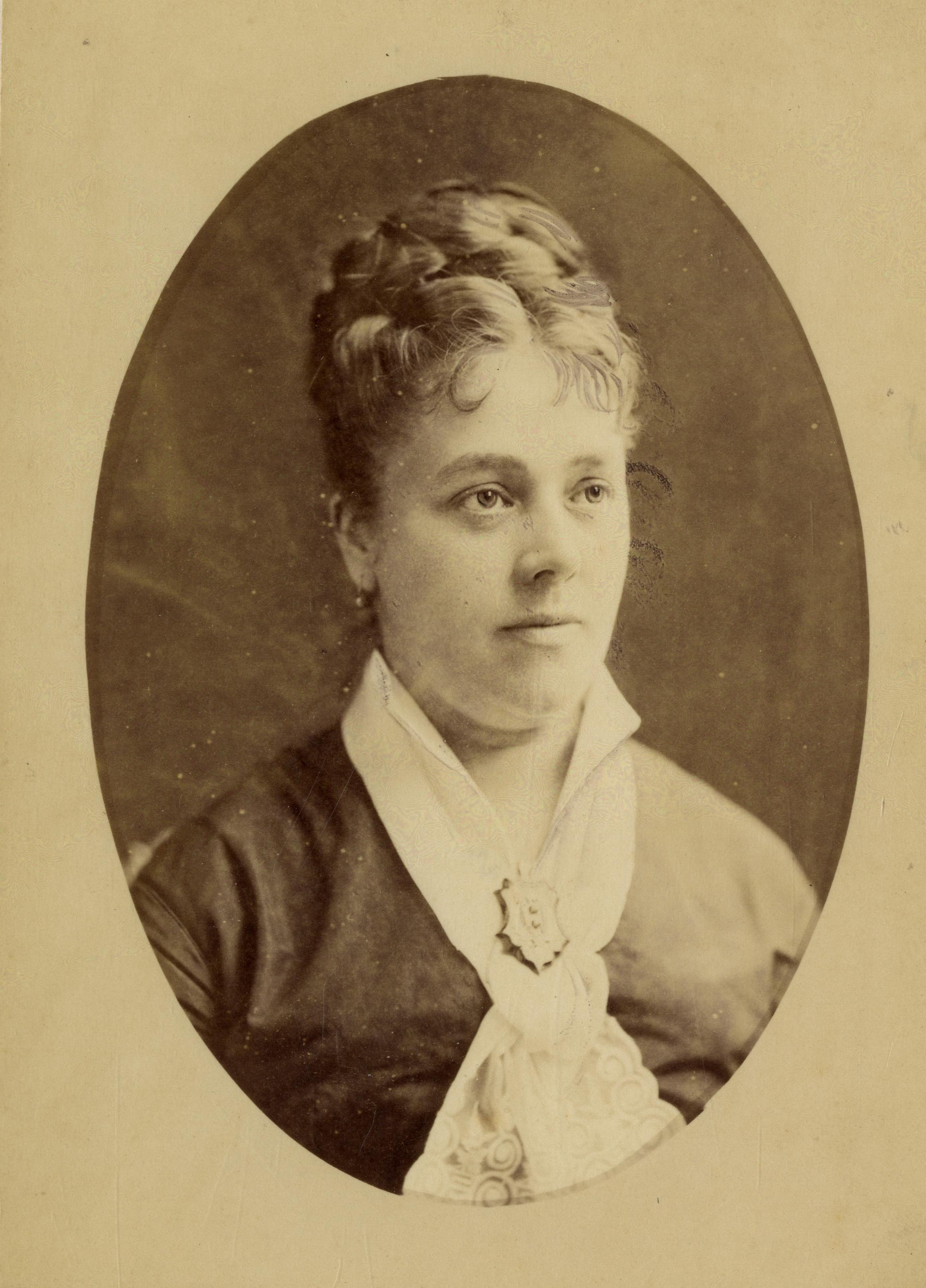
Kinsbergen & Salzwedel, umělecký fotograf, Batavia, 1870–1880
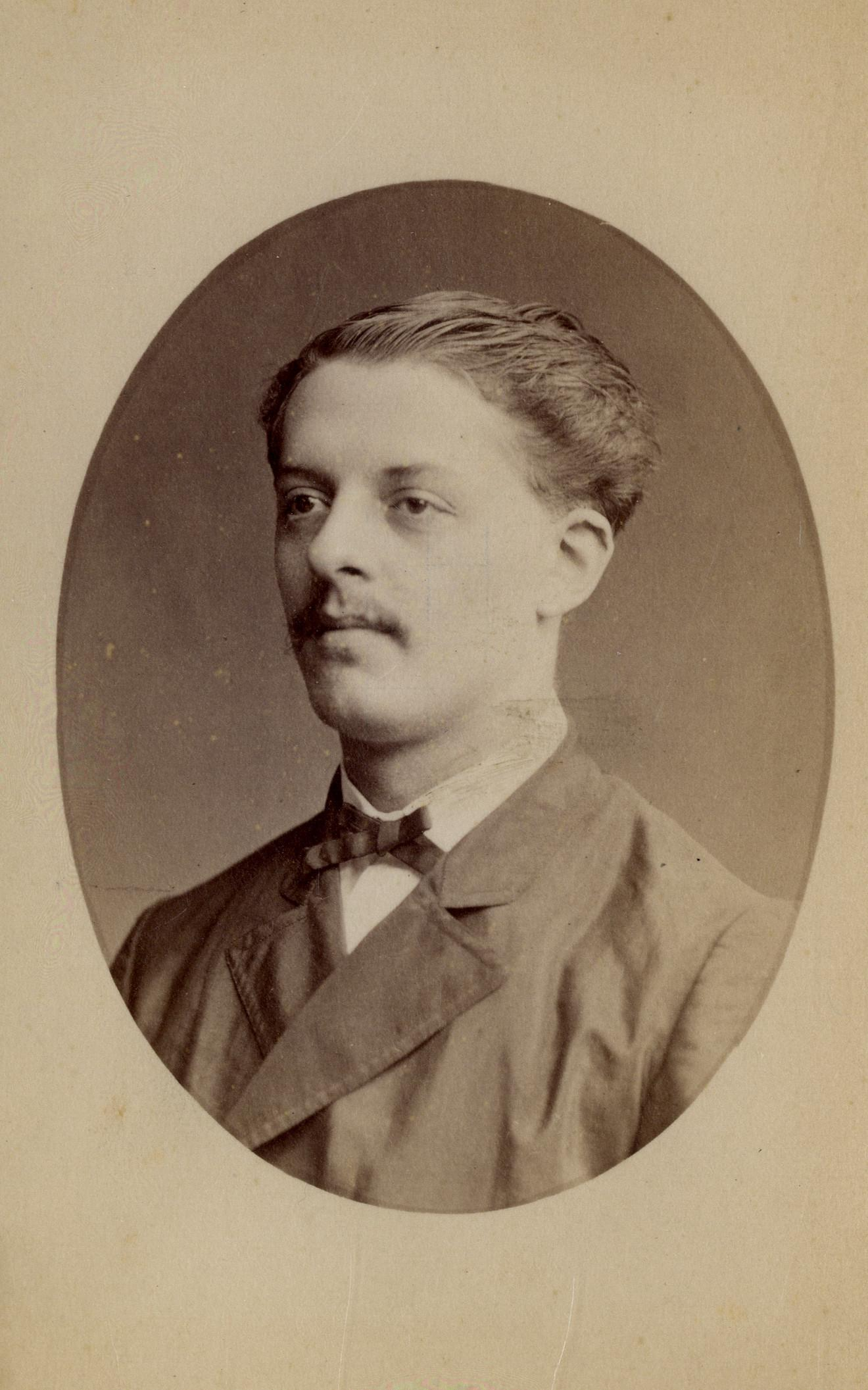
Kinsbergen & Salzwedel, umělecký fotograf, Batavia, 1870–1880
Kinsbergen & Salzwedel, umělecký fotograf, Batavia, 1870–1880